# Néstor Pitana
Néstor Fabián Pitana (Corpus Christi, Misiones, 17 de junio de 1975) es un ex árbitro de fútbol internacional argentino. En 2014, fue designado para representar a la Conmebol en la Copa Mundial de la FIFA de Brasil, en donde tuvo buenas actuaciones y dirigió cuatro partidos. Repitió su designación en Rusia 2018, siendo, junto a Ángel Coerezza, los únicos argentinos que participaron de dos copas del mundo como árbitros principales.
El 12 de julio fue designado para dirigir la final de la Rusia 2018, entre las selecciones de Francia y Croacia. Así, igualó el logro conseguido por su compatriota Horacio Elizondo, que en Alemania 2006 también estuvo en el partido inaugural y en la final.
Es, con nueve partidos dirigidos, el colegiado de su país que más veces ha oficiado de árbitro principal en un mundial y también el segundo en la historia de la Copa, detrás del uzbeko Ravshan Irmatov, con once.
En 2018, fue elegido por la Federación Internacional de Historia y Estadística de Fútbol como el mejor árbitro del mundo, convirtiéndose en el segundo colegiado argentino en obtener dicha distinción.
El 25 de octubre de 2022 Néstor Pitana disputó su último partido como árbitro profesional, en el empate 1:1 entre Platense y Lanús por la última fecha de la Liga Profesional de Fútbol.

## Antecedentes
Como jugador de fútbol, integró diferentes equipos de su provincia natal, como el 20 de Junio, de Corpus, el Tigre de Santo Pipó y el Guaraní Antonio Franco, de Posadas, en donde lo tuvo como técnico a Darío Labaroni, exfutbolista de Huracán.
Luego incursionó en el básquetbol, debido a su elevada estatura, e integró el seleccionado misionero sub-18, cuando estaba a cargo Alejandro Pierotti, uno de los mejores técnicos del básquet misionero. 
Además, se transformó por algunos segundos en actor de cine, en la película La furia (filmada en Misiones en 1997), en la que interpretó a un guardiacárcel, acompañando a los protagonistas Diego Torres y Laura Novoa. También fue custodio en un boliche y socorrista en el barrio Villa del Parque de la Ciudad Autónoma de Buenos Aires.

## Carrera en el arbitraje
Entre los años 2001 y 2004, se trasladó a la provincia de Corrientes, para realizar sus estudios de profesor de educación física, lapso en el cual integró el plantel de fútbol del Club Textil Mandiyú y realizó el curso de árbitro en la Liga Correntina. Hasta el año 2006, se desempeñó como árbitro de la Liga Posadeña de Fútbol, trabajó como profesor en instituciones escolares en Misiones y realizó el curso de árbitro nacional.
En el año 2006, dirigió partidos de los torneos argentinos C, B y A, de la AFA. En diciembre del mismo año, debutó en la Primera B Nacional, y fue el primer árbitro misionero en dirigir en dicha categoría. En el mes de junio de 2007, llegó su debut en la Primera División, arbitrando el partido entre Colón y Rosario Central, siendo también el primer árbitro de la provincia norteña en lograrlo. Desde el año 2010, es árbitro internacional, lo que le ha permitido estar como encargado de impartir justicia en partidos de Copa Libertadores de América, Copa Sudamericana, Recopa Sudamericana y Eliminatorias sudamericanas para la Copa Mundial de la FIFA.
En 2014, dirigió su primer Superclásico, en La Bombonera, con un resultado de 2 a 1 a favor del visitante, River Plate. Un año más tarde, en enero de 2015, fue el encargado de arbitrar el primer superclásico del año. En ese caso, en la ciudad de Mar del Plata, Boca le ganó a River con un gol de Franco Cristaldo por 1 a 0. Durante el encuentro, Pitana expulsó a tres jugadores, Leonel Vangioni (72') y Jonatan Maidana (93') del lado de River, y a Andrés Cubas (59') de Boca. Además, mostró nueve amarillas.
El 11 de febrero de 2015, dirigió la final de vuelta de la Recopa Santander Sudamericana 2015, entre River Plate y San Lorenzo. El partido culminó con un 1 a 0 a favor de los primeros. Durante el encuentro, Pitana amonestó a ocho jugadores, y expulsó a dos, Julio Buffarini, por doble amonestación, y a Ramiro Funes Mori. Compartió terna con los dos árbitros asistentes que lo acompañaron durante Brasil 2014. Casi al terminar el primer tiempo, a uno de ellos, a Juan Pablo Belatti, lo hirieron con un botellazo en la cabeza.
La Conmebol dio en mayo de 2015 la lista de los árbitros y asistentes designados para la Copa América 2015 con sede en Chile, y lo seleccionó a él, junto con Hernán Maidana y Juan Pablo Belatti, para ser los representantes argentinos. De nuevo, la terna estaba conformada por los tres árbitros mundialistas.
El 6 de septiembre de 2015 arbitró el partido decisivo entre Sociedad Cultural y Sportivo Belgrano, ambos de la localidad de La Para, quienes disputaban el campeonato de la zona noroeste de la provincia de Córdoba. En dicho encuentro Pitana tuvo una participación excepcional, y la final se definió por penales, resultando ganador el Sportivo Belgrano.

## Participaciones en la Copa Mundial de la FIFA

### Brasil 2014
Fue designado como árbitro para la Copa Mundial de Brasil 2014, representando a la Conmebol, y compartió la terna con sus asistentes Hernán Maidana (también designado para Sudáfrica 2010) y Juan Pablo Belatti.
Previo al máximo evento futbolístico, Pitana, junto a Maidana y Belatti, fueron también los seleccionados para dirigir la final del Campeonato de Primera División 2013-2014, a modo de preparación y reconocimiento de parte de las autoridades deportivas de la AFA.
Ya en Brasil 2014, y durante todo el torneo, tuvo una labor impecable, compartida con sus compatriotas. De hecho, fue de las pocas ternas arbitrales que dirigió más de tres partidos. Culminó su tarea en cuartos de final, ya que la selección argentina disputó las semifinales y la final. Si esa serie de resultados no ocurría, era uno de los máximos candidatos a dirigir la final de la Copa. Esa designación correspondió al árbitro italiano Nicola Rizzoli.

### Rusia 2018
El 29 de marzo, la FIFA dio a conocer los jueces de la Copa Mundial de Rusia 2018. En la nómina, por primera vez en la historia del arbitraje argentino, una misma terna fue designada para más de un Mundial. Al igual que en 2014, Pitana como árbitro principal fue de la partida junto a Hernán Maidana y Juan Pablo Belatti. A pesar de que en 2017 tuvo un año con muchas decisiones polémicas, la federación madre del fútbol volvió a escogerlo para la máxima cita futbolística.
A dos días del inicio del certamen, en conferencia de prensa, la FIFA informó que Néstor Pitana, junto a Maidana y Belatti, serían los encargados de abrir el torneo, designándolos para el partido entre Rusia y Arabia Saudita. De esta manera se convirtió en el tercer árbitro argentino que dirigió el primer partido de un Mundial, tras Ángel Coerezza y Horacio Elizondo. En dicha conferencia, el famoso excolegiado y actual encargado del Comité Arbitral de la FIFA Pierluigi Collina comentó: «Pitana es una roca. No queremos que los jugadores acosen a los árbitros y que vayan sobre el juez. Bueno, eso es lo que no va a suceder en el primer partido, porque Pitana es una roca».
En el partido entre México y Suecia, por el grupo F, sacó la tarjeta amarilla más rápida de la historia de los mundiales, a los quince segundos de haber arrancado el juego, amonestando al jugador mexicano Jesús Gallardo.
El 12 de julio, la FIFA dio a conocer que Pitana, junto a Maidana y Belatti, serían los encargados de arbitrar en el partido final, entre Francia y Croacia. Fue el segundo colegiado argentino que dirigió en una final y al igual que Horacio Elizondo en Alemania 2006, también repitió el hecho de estar en el primero y el último partido del certamen, siendo este el tercer caso en la historia de las copas del mundo.

«Pocas veces me pasó algo así en la vida. Esa sensación, esa emoción. Quizás comparable con el momento en que me avisaron que iba a ser padre. Por el sacrificio, por la responsabilidad que implica. Para cualquier niño que ama el fútbol, el sueño es estar en la final de un Mundial. Este equipo ha trabajado mucho para llegar hasta acá, hemos logrado una de las cosas más bellas del mundo del arbitraje».
Pitana, en una entrevista a la FIFA, antes de la final.

Pitana volvió a su país días después del cierre del certamen, y agradeció a su familia, amigos y compatriotas por el apoyo recibido durante el mundial. Comentó que necesitaba descansar en su Misionies natal, para así prepararse de la mejor manera para el inicio de una nueva temporada del fútbol argentino, con la Superliga 2018-2019. Sin embargo, según trascendió, al árbitro le habrían hecho dos ofrecimientos de trabajo en el extranjero: una oferta para arbitrar en el fútbol asiático, y otra para ser parte del equipo de instrucción de la FIFA.

### Detalle y estadísticas
| Copa Mundial de Fútbol de 2014 – Brasil | Copa Mundial de Fútbol de 2014 – Brasil | Copa Mundial de Fútbol de 2014 – Brasil | Copa Mundial de Fútbol de 2014 – Brasil | Copa Mundial de Fútbol de 2014 – Brasil | Copa Mundial de Fútbol de 2014 – Brasil  | Copa Mundial de Fútbol de 2014 – Brasil | Copa Mundial de Fútbol de 2014 – Brasil |
| Fecha                                   | Partido                                 | Sede                                    | Fase                                    | Amonestado                              | Otorgado · Otorgado otra vez · Expulsado | Expulsado                               | Anotado · Penal                         |
| --------------------------------------- | --------------------------------------- | --------------------------------------- | --------------------------------------- | --------------------------------------- | ---------------------------------------- | --------------------------------------- | --------------------------------------- |
| 17 de junio de 2014                     | Rusia 1 – 1 Corea del Sur               | Cuiabá                                  | Fase de grupos                          | 4                                       | 0                                        | 0                                       | 0                                       |
| 22 de junio de 2014                     | Estados Unidos 2 – 2 Portugal           | Manaus                                  | Fase de grupos                          | 1                                       | 0                                        | 0                                       | 0                                       |
| 25 de junio de 2014                     | Honduras 0 – 3 Suiza                    | Manaus                                  | Fase de grupos                          | 1                                       | 0                                        | 0                                       | 0                                       |
| 4 de julio de 2014                      | Francia 0 – 1 Alemania                  | Río de Janeiro                          | Cuartos de final                        | 2                                       | 0                                        | 0                                       | 0                                       |
| Copa Mundial de Fútbol de 2018 – Rusia  |                                         |                                         |                                         |                                         |                                          |                                         |                                         |
| Fecha                                   | Partido                                 | Sede                                    | Fase                                    | Amonestado                              | Otorgado · Otorgado otra vez · Expulsado | Expulsado                               | Anotado · Penal                         |
| 14 de junio de 2018                     | Rusia 5 – 0 Arabia Saudita              | Moscú                                   | Fase de grupos                          | 2                                       | 0                                        | 0                                       | 0                                       |
| 27 de junio de 2018                     | México 0 – 3 Suecia                     | Ekaterimburgo                           | Fase de grupos                          | 5                                       | 0                                        | 0                                       | 1                                       |
| 1 de julio de 2018                      | Croacia 1 – 1 Dinamarca                 | Nizhni                                  | Octavos de final                        | 1                                       | 0                                        | 0                                       | 1                                       |
| 6 de julio de 2018                      | Uruguay 0 – 2 Francia                   | Nizhni                                  | Cuartos de final                        | 4                                       | 0                                        | 0                                       | 0                                       |
| 15 de julio de 2018                     | Francia 4 – 2 Croacia                   | Moscú                                   | Final                                   | 3                                       | 0                                        | 0                                       | 1                                       |

## Torneos distinguidos

#### Torneos FIFA
- Copa Mundial de la FIFA 2018
- Copa FIFA Confederaciones 2017
- Copa Mundial de la FIFA 2014

#### Conmebol
- Eliminatorias Conmebol para la Copa Mundial de la FIFA 2018 (2015–2017)
- Copa América 2015
- Eliminatorias Conmebol para la Copa Mundial de la FIFA 2014 (2011–2013)
- Copa Conmebol Libertadores (2010–2022)
- Copa Conmebol Sudamericana (2010–2021)
- Conmebol Recopa Sudamericana (2010–2021)
- Copa América 2019

#### Comité Olímpico Internacional
- Juegos Olímpicos de Río 2016 (fútbol masculino)

## Estadísticas
| Competición                                                             | Organizador | Años             | PD  | Amonestado | Prom. | Expulsado | Prom. |
| ----------------------------------------------------------------------- | ----------- | ---------------- | --- | ---------- | ----- | --------- | ----- |
| Primera División de Argentina                                           | AFA–SAF     | 2007–            | 319 | 1527       | 4,78  | 106       | 0,33  |
| Primera B Nacional                                                      | AFA         | 2006–2017        | 63  | 291        | 4,61  | 14        | 0,22  |
| Copa Argentina                                                          | AFA         | 2011–            | 5   | 30         | 6,00  | 1         | 0,20  |
| Supercopa Argentina                                                     | AFA         | 2014             | 1   | 4          | 4,00  | 0         | 0,00  |
| Promoción                                                               | AFA         | 2009–2012        | 4   | 27         | 6,75  | 0         | 0,00  |
| Copa América                                                            | Conmebol    | 2015; 2019; 2021 | 6   | 26         | 4,33  | 1         | 0,16  |
| Copa Conmebol Libertadores                                              | Conmebol    | 2010–            | 56  | 258        | 4,60  | 17        | 0,30  |
| Copa Conmebol Sudamericana                                              | Conmebol    | 2010–            | 20  | 97         | 4,85  | 7         | 0,35  |
| Recopa Conmebol Sudamericana                                            | Conmebol    | 2012; 2015       | 2   | 11         | 5,50  | 2         | 1,00  |
| Sudamericano Sub-17                                                     | Conmebol    | 2011             | 3   | 11         | 3,67  | 0         | 0,00  |
| Copa Mundial de la FIFA                                                 | FIFA        | 2014; 2018       | 9   | 23         | 2,56  | 0         | 0,00  |
| Copa FIFA Confederaciones                                               | FIFA        | 2017             | 2   | 5          | 2,50  | 0         | 0,00  |
| Clasificación de Conmebol para la Copa Mundial de la FIFA               | FIFA        | 2011–            | 13  | 61         | 4,69  | 5         | 0,38  |
| Repesca Intercontinental para la Copa Mundial de la FIFA                | FIFA        | 2017             | 1   | 7          | 7,00  | 0         | 0,00  |
| Copa Mundial de Fútbol Sub-17                                           | FIFA        | 2013             | 3   | 8          | 2,67  | 0         | 0,00  |
| Amistosos                                                               | FIFA        | 2011–2012        | 2   | 11         | 5,50  | 0         | 0,00  |
| Juegos Olímpicos de Río de Janeiro                                      | COI–FIFA    | 2016             | 2   | 5          | 2,50  | 0         | 0,00  |
| Totales                                                                 | Totales     | 2006–            | 511 | 2402       | 4,70  | 153       | 0,29  |
| Datos actualizados al último partido arbitrado el 27 de octubre de 2021 |             |                  |     |            |       |           |       |

Fuente: worldfootball.net

## Distinciones individuales
| Distinción                                 | Año  |
| ------------------------------------------ | ---- |
| Premio Alumni a Árbitro Destacado          | 2014 |
| Mejor árbitro de América según la IFFHS    | 2014 |
| Mejor árbitro de América según la Conmebol | 2016 |
| Mejor árbitro del mundo                    | 2018 |